# Karaikudi S. Subramanian

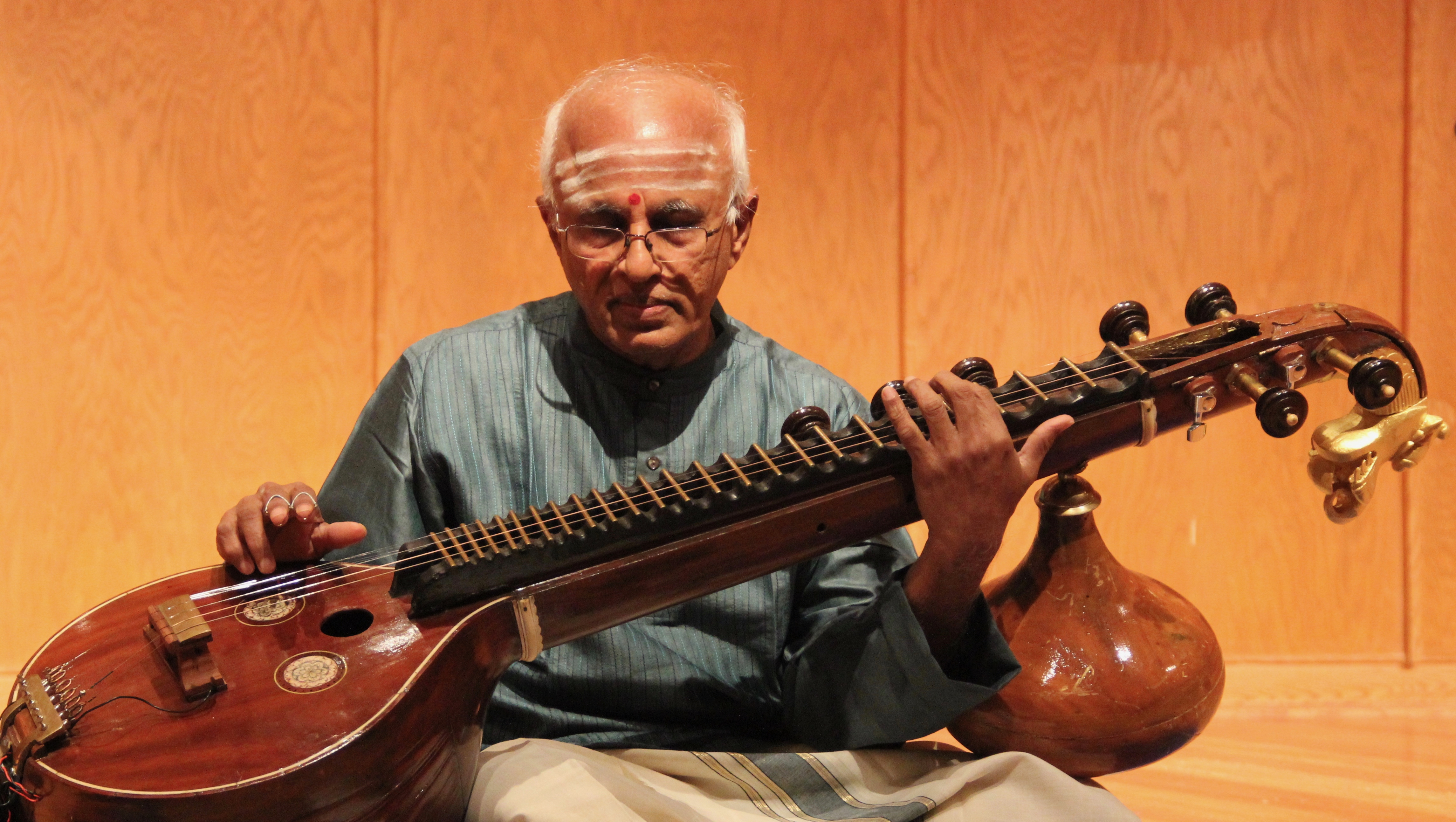
Karaikudi S. Subramanian, 2012

Karaikudi Sambasiva Iyer Subramanian (* 23. Oktober 1944) ist ein indischer Vinaspieler und Musikpädagoge.

## Leben
Subramanian ist der Enkel von Karaikudi Subbarama Iyer und Adoptivsohn seines Großonkels Karaikudi Sambasiva Iyer und ein Vertreter der neunten Generation von Vinaspielern der Karaikudi-Tradition. Er erlernte das Vinaspielen in seiner Kindheit bei seiner Mutter Lakshmi Ammal. Er studierte an der Wesleyan University und erlangte mit der Arbeit South Indian Vina Tradition and Individual Style den Grad Ph.D. in Musikethnologie.
Als Musiker trat mit Vinaspielern wie Ranganayaki Rajagopalan und Rajeswari Padmanabhan (seiner Schwester) auf und begleitete u. a. den Flötisten T. Viswanathan und den Sänger K. V. Narayanaswamy. Im Bereich des Crossover arbeitete er u. a. mit dem irischen Fiddlespieler Martin Hayes und dem finnischen Komponisten Eero Hämeenniemi zusammen. Er unternahm Tourneen durch Europa, die USA und Kanada. Für das Album Music for Vina , South India erhielten er und seine Schwester 1980 den Preis der deutschen Schallplattenkritik. All India Radio verlieh ihm den Titel Top Garde Artist.
Seit dem Ende der 1980er Jahre wandte sich Subramanian verstärkt der Lehrtätigkeit zu. 1989 gründete er in Chennai das Brhaddhvani – Research and Training Centre for Musics of the World. In der Folgezeit entwickelte er sein System des Musikunterrichts, das er Correlated Objective Music Education and Training (COMET) nennt. Bis 2002 war er Professor an der University of Madras.